# Beatriz Rossells
Beatriz Rossells Montalvo (Sucre, siglo XX) es una investigadora  e historiadora boliviana.

## Biografía

### Formación
Rossells estudió derecho en la Universidad Mayor de San Francisco Xavier en Sucre, también realizó estudios de historia y antropología en la Universidad de París VIII , Vincennes, en la Escuela de Altos Estudios en Ciencias Sociales  en París y en Cambridge, obtuvo el doctorado en Historia otorgado por la  Universidad Central de Venezuela.
Ha sido docente de la carrera de historia e investigadora del Instituto de Estudios Bolivianos de la Universidad Mayor de San Andrés.

## Obra
- La mujer: una ilusión. Ideologías e imágenes de la mujer en Bolivia en el siglo XIX , 1988
- Caymari vida. La emergencia de la música popular en Charcas, 1996
- Las mujeres en la historia de Bolivia. Imágenes y realidades del siglo XIX, 2001
- La gastronomía en Potosí y Charcas: siglos XVIII, XIX y XX. En torno a la historia de la cocina boliviana 2014-1995[2]
- Gladys Moreno, la canción enamorada , 1997
- Lola Sierra del Beni,1997
- Matilde Casazola. Un poco de tierra que adquirió el don milagroso del canto, 1997.
- El Carnaval de La Paz y jisk’anata,  2009. Coautora

## Premios y distinciones
Su libro sobre la gastronomía de Potosí y Charcas fue  premiado en 2002 por la Academia Española de Gastronomía y la Cofradía de la Buena Mesa como mejor publicación extranjera.